# Minnesota Moose
Die Minnesota Moose waren ein US-amerikanisches Eishockeyfranchise der International Hockey League aus Saint Paul, Minnesota. Ihre Spielstätte war die meiste Zeit das Saint Paul Civic Center. Des Weiteren trugen sie einzelne Heimspiele im Target Center in Minneapolis aus.

## Geschichte
Die Minnesota Moose wurden 1994 als Franchise der International Hockey League gegründet. In ihrer ersten Saison 1994/95 erreichten die Moose den vierten Platz der Central-Division der IHL. Damit konnten sie sich erfolgreich für die Play-offs qualifizieren. Dort schied das Team in der ersten Runde aus. Im Folgenden Jahr gewannen die Moose 30 Spiele und holten damit 67 Punkte. Damit platzierten sie sich auf den fünften und letzten Rang der Midwest-Division. Für die Endrunde konnten sich die Moose nicht qualifizieren. Im Sommer 1996 siedelte das Team nach Winnipeg in der kanadischen Provinz Manitoba um.

## Saisonstatistik
Abkürzungen: GP = Spiele, W = Siege, L = Niederlagen, T = Unentschieden, OTL = Niederlagen nach Overtime SOL = Niederlagen nach Shootout, Pts = Punkte, GF = Erzielte Tore, GA = Gegentore, PIM = Strafminuten
| Saison  | GP | W  | L  | T  | OTL | SOL | Pts | GF  | GA  | Platz       | Playoffs                       |
| 1994–95 | 81 | 34 | 35 | 12 | —   | —   | 80  | 271 | 336 | 4., Central | Niederlage in der ersten Runde |
| 1995–96 | 82 | 30 | 45 | 7  | —   | —   | 67  | 254 | 322 | 5., Midwest | nicht qualifiziert             |

## Team-Rekorde

### Saisonrekorde
Tore: 38  Dave Christian (1994–1995)
Assists: 81  Stéphane Morin (1994–1995)
Punkte: 114  Stéphane Morin (1994–1995)
Strafminuten: 181  Brad Miller (1994–1995)

### Karriererekorde
Spiele: 161  Stéphane Morin
Tore: 60  Stéphane Morin
Assists:132  Stéphane Morin
Punkte: 192  Stéphane Morin
Strafminuten: 351  Brad Miller
Shutouts: 1  Tom Draper,  Parris Duffus